# Miembro de la Academia de Ciencias Médicas
Membresía de la Academia de Ciencias Médicas (Fellowship of the Academy of Medical Sciences) (acrónimo en idioma inglés FMedSci)  es un galardón a científicos médicos que han sido reconocidos por la Academia de Ciencias Médicas por la “excelencia de su ciencia, su contribución a la medicina y la sociedad y la gama de sus logros”.
Los miembros se titulan con el uso del acrónimo FMedSci después de su apelativo.